# Гилдей, Майкл Мартин
Майкл Ма́ртин Ги́лдей (англ. Michael Martin Gilday; род. 10 октября 1962) — адмирал ВМС США в отставке, занимал пост 32-го руководителя военно-морскими операциями с 22 августа 2019 года по 14 августа 2023 года. Гилдей командовал двумя эсминцами, служил директором Объединённого комитета, руководил Десятым флотом и флотским киберкомандованием и возглавлял авианосную группу № 8.

## Биография

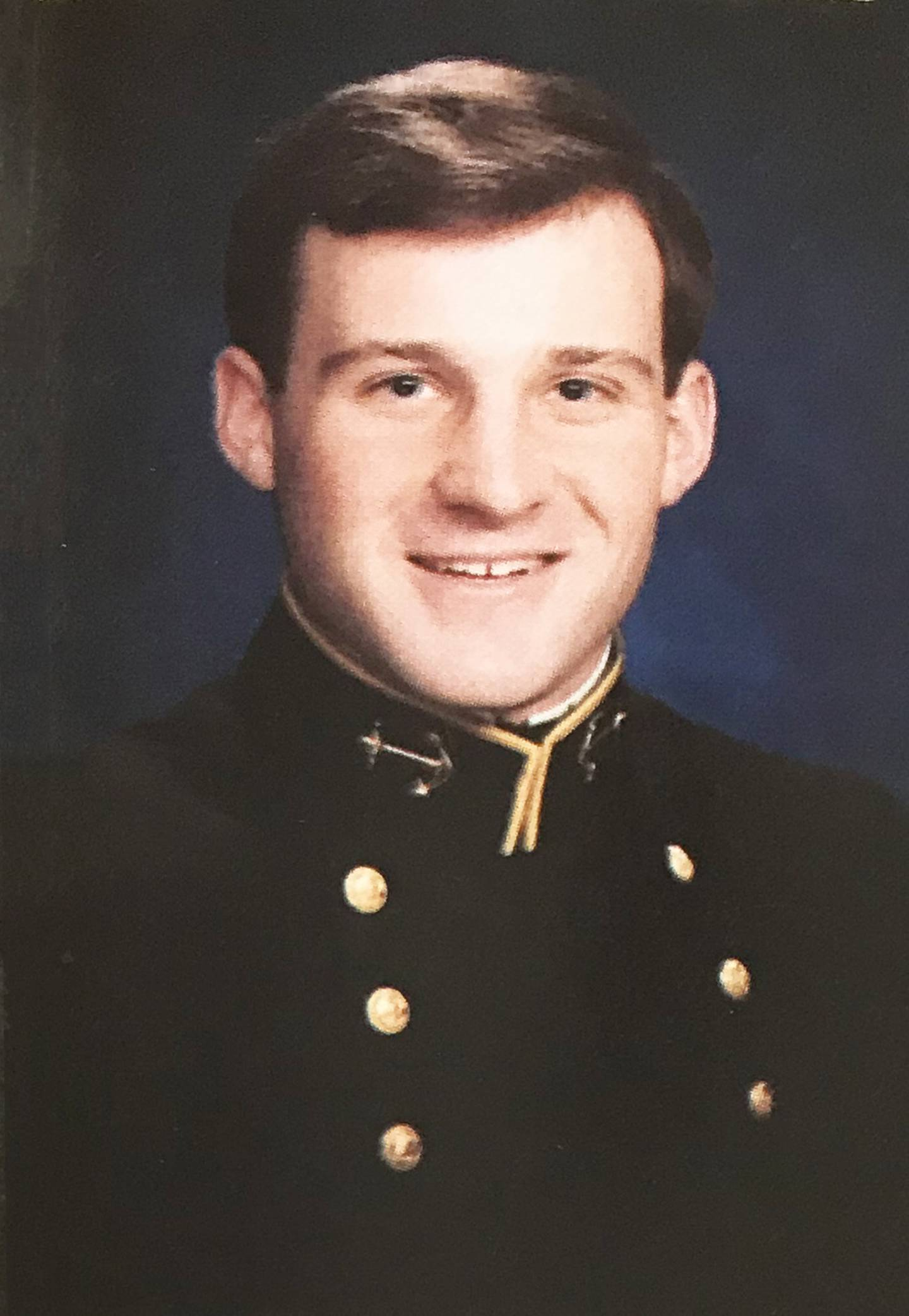
Мичман Гилдей, официальный портрет, 1985 год

Гилдей родился в г. Лоуэлл, штат Массачусетс. В 1985 он окончил Военно-морскую академию США в звании офицера по надводному флоту. Также он получил степень магистра от школы Кеннеди Гарвардского университета и Национального военного колледжа.
Гилдей служил на борту кораблей USS Chandler, USS Princeton и командовал USS Higgins и USS Benfold, также Седьмой эскадрой эсминцев. Его штаб-назначения проходили в Управлении военно-морского персонала, у главы военно-морских операций (отдел стратегических планов и политики), и у заместителя руководителя военно-морских операций. Он также служил помощником по военно-морским делам президента США и исполнительным помощником председателя Объединённого комитета начальников штабов. Во время войны в Персидском заливе Гилдей удостоился похвальной военно-морской медали с литерой V за свои действия на борту USS Princeton, когда корабль подорвался на иракской мине.
В роли флаг-офицера Гилдей служил директором по действиям Объединённого командования сил НАТО в Лиссабоне и директором по действиям Киберкомандования США. 14 июля 2016 года он принял пост командующего Киберкомандованием флота и Десятого флота. В мае 2018 года он был назначен на пост директора по действиям Объединённого штаба, с 1 марта 2019 года занимал пост директора Объединённого штаба.
11 июля 2019 года кандидатура Гилдея был выдвинута на пост следующего начальника военно-морских операций (CNO). 1 августа Сенат США единогласно проголосовал за повышение Гилдея в звании до адмирала после того, как комитет Сената по вооружённым силам рекомендовал его на смену адмирала Джона М. Ричардсона на посту CNO в сентябре 2019 года.
15 апреля 2020 года Гилдей объявил, что ВМС рассматривают возможность восстановления в должности Бретта Крозье, ранее уволенного в связи с неоднозначной реакцией Крозье на вспышку коронавира на борту авианосца USS «Теодор Рузвельт». Гилдей и исполняющий обязанности министра ВМС США Джеймс Э. Макферсон рекомендовали восстановить Крозье в должности капитана « Рузвельта» 25 апреля 2020 года.
10 августа 2020 года Гилдей упал во время пробежки у военно-морской верфи Вашингтона, где он проживал. Проходивший мимо морской пехотинец помог ему добраться до врача. Примерно через две недели ему сделали операцию на сердце по поводу ранее существовавшего заболевания. Он вернулся к работе на полную ставку 28 сентября.
Его срок на посту руководителя ВМО закончился 14 августа 2023 года.

## Награды и знаки отличия
|                                       |                             |  |
|                                       |                             |  |
|                                       |                             |  |
|                                       |                             |  |
|                                       |                             |  |
| Золотая звезда повторного награждения |                             |  |
| Бронзовая звезда за службу            | Серебряная звезда за службу |  |
| Бронзовая звезда за службу            |                             |  |
|                                       |                             |  |
| Серебряная звезда за службу           |                             |  |
|                                       |                             |  |
|                                       |                             |  |
|                                       |                             |  |
|                                       |                             |  |

| Surface Warfare Officer Pin                                                   |                                                                               | | |                                                                        |                                                                        |
| Медаль «За выдающуюся службу»                                                 |                                                                               | | |                                                                        |                                                                        |
| Медаль «За выдающуюся службу» (ВМС)                                           | Медаль «За выдающуюся службу» (ВМС)                                           | Медаль «За отличную службу» с тремя бронзовыми дубовые листьями                                                              | Медаль «За отличную службу» с тремя бронзовыми дубовые листьями                                                              | Орден «Легион почёта» с двумя золотыми звёздами повторного награждения | Орден «Легион почёта» с двумя золотыми звёздами повторного награждения |
| Бронзовая звезда                                                              | Бронзовая звезда                                                              | Медаль «За похвальную службу»                                                                                                | Медаль «За похвальную службу»                                                                                                | Медаль «За похвальную службу» с двумя звёздами повторного награждения  | Медаль «За похвальную службу» с двумя звёздами повторного награждения  |
| Похвальная медаль                                                             | Похвальная медаль                                                             | Похвальная благодарность армейской воинской части (ВМС и морская пехота) с литерой «V» двумя звёздами повторного награждения | Похвальная благодарность армейской воинской части (ВМС и морская пехота) с литерой «V» двумя звёздами повторного награждения | Joint Service Achievement Medal                                        | Joint Service Achievement Medal                                        |
| Navy and Marine Corps Achievement Medal со звездой повторного награждения     | Navy and Marine Corps Achievement Medal со звездой повторного награждения     | Боевая ленточка | Боевая ленточка | Единая награда воинской части с тремя дубовые листьями                 | Единая награда воинской части с тремя дубовые листьями                 |
| Благодарность части Военно-морского флота с одной бронзовой звездой за службу | Благодарность части Военно-морского флота с одной бронзовой звездой за службу | Похвальная благодарность армейской воинской части (ВМС) с одной серебряной звездой за службу                                 | Похвальная благодарность армейской воинской части (ВМС) с одной серебряной звездой за службу                                 | Navy "E" Ribbon with wreathed Battle E device                          | Navy "E" Ribbon with wreathed Battle E device                          |
| Медаль «За службу национальной обороне» со звездой за службу                  | Медаль «За службу национальной обороне» со звездой за службу                  | Медаль экспедиционных вооружённых сил с четырьмя звёздами за службу                                                          | Медаль экспедиционных вооружённых сил с четырьмя звёздами за службу                                                          | Медаль «За службу в Юго-Западной Азии» с двумя звёздами за службу      | Медаль «За службу в Юго-Западной Азии» с двумя звёздами за службу      |
| Медаль «За службу в экспедиционных войсках глобальной войны с терроризмом»    | Медаль «За службу в экспедиционных войсках глобальной войны с терроризмом»    | Медаль «За участие в глобальной войне с терроризмом»                                                                         | Медаль «За участие в глобальной войне с терроризмом»                                                                         | Медаль «За гуманитарную помощь»                                        | Медаль «За гуманитарную помощь»                                        |
| Navy Sea Service Deployment Ribbon с одной серебряной звездой за службу       | Navy Sea Service Deployment Ribbon с одной серебряной звездой за службу       | Navy and Marine Corps Overseas Service Ribbon                                                                                | Navy and Marine Corps Overseas Service Ribbon                                                                                | Медаль Освобождения Кувейта                                            | Медаль Освобождения Кувейта                                            |
| Медаль Освобождения                                                           | Медаль Освобождения                                                           | Navy Rifle Marksmanship Ribbon with Sharpshooter Device                                                                      | Navy Rifle Marksmanship Ribbon with Sharpshooter Device                                                                      | Navy Expert Pistol Shot Medal                                          | Navy Expert Pistol Shot Medal                                          |
| Command at Sea insignia                                                       |                                                                               | | |                                                                        |                                                                        |
| Joint Chiefs of Staff Badge                                                   |                                                                               | | |                                                                        |                                                                        |
| Presidential Service Badge                                                    |                                                                               | | |                                                                        |                                                                        |